# Miltogramma hirtimanum
Miltogramma hirtimanum är en tvåvingeart som beskrevs av Mario Bezzi 1912. Miltogramma hirtimanum ingår i släktet Miltogramma och familjen köttflugor. Inga underarter finns listade i Catalogue of Life.